# 卢青
卢青（1957年—），男，北京人，中国电影演员，上海电影制片厂演员，中国电影金鸡奖最佳男配角得主。代表作为电影《巴山夜雨》。